# Mecyclothorax apicalis
Mecyclothorax apicalis är en skalbaggsart som beskrevs av Sharp 1903. Mecyclothorax apicalis ingår i släktet Mecyclothorax och familjen jordlöpare. Inga underarter finns listade i Catalogue of Life.